# Aïcha Ben Abed
Aïcha Ben Abed (arabe : عائشة بن عابد), de son nom complet Aïcha Ben Abed-Ben Khedher, est une historienne et archéologue tunisienne, directrice de recherches à l'Institut national du patrimoine. Elle est l'une des principales autorités mondiales dans les mosaïques de l'Afrique romaine.

## Formation
Ben Abed est diplômée de l'université de Provence Aix-Marseille I en 1979 avec un doctorat en art et archéologie. Son titre post-doctoral est obtenu à l'université Paris-Sorbonne.

## Carrière
Aïcha Ben Abed occupe plusieurs postes au cours de sa carrière, y compris celui de directrice du musée national du Bardo de 1986 à 1991. Directrice de recherche à l'Institut national du patrimoine, elle est spécialiste des mosaïques romaines, notamment en Tunisie, et a été la première personne à étudier la conservation des mosaïques ré-enterrées Ben Abed travaille avec des partenaires internationaux pour assurer l'avenir et la sécurité des mosaïques importantes de la Tunisie, tout en reconnaissant les différences de ressources entre les musées occidentaux et méditerranéens.
Ben Abed a passé sa carrière à encourager l'étude des mosaïques en Tunisie et a écrit de nombreux articles sur leur histoire et leur conservation. Elle a travaillé sur les mosaïques de Thuburbo Majus, une cité romaine située à soixante kilomètres de Carthage. Elle a par ailleurs travaillé à la création du musée de Chemtou, un site important pour l'extraction du marbre en Tunisie.
Ben Abed a travaillé comme consultante sur les mosaïques de Béryte, des ruines romaines situées à Beyrouth au Liban. En Tunisie, elle a travaillé sur les vestiges romains de Pupput, en mettant l'accent sur l'organisation des maisons et autres espaces domestiques. Elle a travaillé sur le complexe thermal romain de Djebel Oust, étudiant ses origines ainsi que les mosaïques qui y ont été construites Elle a également travaillé à la conservation du site romain de Jedidi.

## Vie privée
Aïcha Ben Abed a été mariée au militant tunisien Noureddine Ben Khedher, décédé le 10 février 2005. Ils ont eu trois enfants.

## Distinctions
- Commandeur de l'Ordre national du Mérite (Tunisie, 2004)[15].

## Publications
- Aïcha Ben Abed, Margaret A. Alexander, Saïda Besrour, Cécile Dulière et Mongi Ennaifer, Utique (les mosaïques sans localisation précise) et El Alia, Tunis, Institut national d'archéologie et d'art, 1976[16].
- Aïcha Ben Abed, Thuburbo Majus : les mosaïques de la région des grands thermes, Tunis, Institut national d'archéologie et d'art, 1985.
- (en) Aïcha Ben Abed (dir.), Carthage : A mosaic of ancient Tunisia, New York, Muséum américain d'histoire naturelle, 1987.
- Aïcha Ben Abed, Le Musée du Bardo : une visite guidée, Tunis, Cérès, 1992.
- Aïcha Ben Abed, Hédi Slim et David Soren, Carthage : splendeur et décadence d'une civilisation, Paris, Albin Michel, 1994.
- Aïcha Ben Abed et Margaret A. Alexander, Thuburbo Majus, région Est : mise à jour du catalogue de Thuburbo Majus et les environs, Tunis, Institut national du patrimoine, 1994[17].
- Aïcha Ben Abed et Margaret A. Alexander, Corpus des mosaïques de Tunisie, vol. II : Thuburbo Majus, les mosaïques de la région Est : mise à jour du catalogue de Thuburbo Majus et les environs, Tunis, Institut national du patrimoine, 1994[18].
- Aïcha Ben Abed et Noël Duval, Les mosaïques funéraires d'une église de Pupput, Paris, Centre national de la recherche scientifique, 1998.
- Aïcha Ben Abed, Mosaïques du Musée du Bardo, Tunis, Cérès, 1998.
- Aïcha Ben Abed, Noël Duval et Margaret A. Alexander, Karthago. Carthage : les mosaïques du Parc archéologique des thermes d'Antonin, Washington, Dumbarton Oaks, 1999[19].
- Aïcha Ben Abed, Corpus des mosaïques de Tunisie, vol. IV : Karthago (Carthage), Tunis, Institut national du patrimoine, 1999.
- Elisabeth de Balanda, Armando Uribe Echeverría et Aïcha Ben Abed (dir.), Image de pierre : la Tunisie en mosaïque, Paris, Ars latina, 2002, 547 p. (ISBN 978-2-910260-10-1).
- Collectif, Sidi Jdidi, vol. I : La basilique sud, Rome, École française de Rome, 2012.
- Collectif, Sidi Jdidi, vol. II : Le groupe épiscopal, Rome, École française de Rome, 2012.
- Collectif, Carthage, colline de l'Odéon : maisons de la rotonde et du cryptoportique, Rome, École française de Rome, 2012.